# Morane-Saulnier MS.230
Il Morane-Saulnier MS.230 fu un aereo da addestramento basico biposto, monomotore e monoplano ad ala alta a parasole sviluppato dall'azienda aeronautica francese Morane-Saulnier negli anni trenta ed usato nelle scuole di volo dell'Armée de l'air nel periodo precedente lo scoppio della seconda guerra mondiale. Realizzato in oltre 1 100 esemplari fu il maggior successo commerciale conseguito dall'azienda transalpina.

## Storia del progetto
L'MS.230 fin dal primo volo effettuato nel 1929 dimostrò di essere un ottimo velivolo, stabile e facile da pilotare. Grazie a queste qualità venne destinato alle scuole di volo nazionali, formando la gran parte dei piloti francesi che si affacciarono alla seconda guerra mondiale, e venduto in numerosi paesi stranieri nei quali divenne popolare anche per il suo utilizzo civile per l'aviazione sportiva.
Al termine della guerra diversi esemplari continuarono ad essere utilizzati negli aeroclub e per formare i nuovi aviatori nelle scuole di volo civili.

## Tecnica
L'MS.230 era un velivolo dall'aspetto moderno che a differenza degli altri addestratori del periodo, quali ad esempio l'italiano Caproni Ca.100 o il britannico de Havilland DH.60 Tiger Moth entrambi biplani, adottava una configurazione alare monoplana con ala alta a parasole. Il velivolo era realizzato in tecnica mista, con struttura in tubi metallici ricoperti in tela tranne che nella parte anteriore completamente metallica. La fusoliera presentava due abitacoli aperti posti in tandem che terminava posteriormente in un tradizionale impennaggio di coda monoderiva. Il carrello d'atterraggio era fisso, semplice e robusto, adatto per un velivolo di tale ruolo, completato da un pattino d'appoggio collocato sotto la coda.
Alcuni esemplari vennero testati con alette Handley-Page sul bordo d'attacco alare, altri modificati adottando sci integrati nel carrello d'atterraggio ed in un caso venne motorizzato con un Lorraine 9Nb Algol Junior

## Versioni
Dati estratti da Encyclopedia of World Aircraft
- MS.229 – versione dotata di motore V8 Hispano-Suiza H8a, in forza alla svizzera Fliegertruppen, prodotta in due esemplari, uno dei quali fu rimotorizzato nel 1932 con un radiale Wright 9Qa
- MS.230 – versione principale impiegata in Francia prodotta in oltre 1 100 esemplari, 20 acquistati dalla Romania, 25 nel 1931 dalla Grecia, più altri 9 ceduti a Belgio e Brasile
- MS.231 – versione motorizzata Lorraine 7Mb  da 179 kW (240 hp), realizzata in 6 esemplari nel 1930
- MS.232 – versione sperimentale equipaggiata con un motore diesel Clerget 9Ca da 149 kW (200 hp), costruita in un esemplare nel 1930
- MS.233 – versione dotata di motorizzazione Gnome-Rhone 5Ba da 172 kW (230 hp) o 5Bc, 6 esemplari prodotti in Francia e 16 sul licenza in Portogallo e destinati all'esercito nazionale
- MS.234 – versione dotata di motorizzazione Hispano-Suiza 9Qa da 186 kW (250 hp), costruito in due esemplari, uno per l'ambasciatore statunitense residente a Parigi
- MS.234/2 – conversione dall'aereo da competizione MS.130 dotato di motorizzazione Hispano-Suiza 9Qb da 172 kW (230 hp) e cappottatura NACA. Venne iscritto alla Coupe Michelin air race del 1931 dotandolo del più potente H-S 9Qa da 186 kW (250 hp), ridenominato MS.234 #2 nel 1933 ed utilizzato dal pilota francese Michael Detroyat nelle competizioni acrobatiche fino al 1938
- MS.235 – versione motorizzata Gnome-Rhône 7Kb da 300 CV (221 kW), un esemplare costruito nel marzo 1935[2]
- MS.235H - versione idro a scarponi, volo inaugurale nel 1931
- MS.236 – versione motorizzata Armstrong Siddeley Lynx 4C da 215 hp (160 kW), 19 esemplari prodotti su licenza dalla belga SABCA e forniti all'Aviation militaire belga; primo volo nel luglio 1932
- MS.237 – versione motorizzata Salmson 9Aba da 209 kW (280 hp), 5 esemplari prodotti per uso privato, introdotta nel 1934

## Utilizzatori
Belgio
- Aviation militaire

 Brasile
- Serviço de Aviação Militar

 Francia
- Armée de l'air
  - Scuola di volo, Reims
  - Patrouille de France

 Germania
- Luftwaffe

operò con un numero limitato di esemplari requisiti all'Armée de l'air.
 Grecia
- Polemikí Aeroporía

 Portogallo
- Serviço da Aeronáutica Naval

 Romania
- Aeronautica Regală Românã